# Jean d'Auton

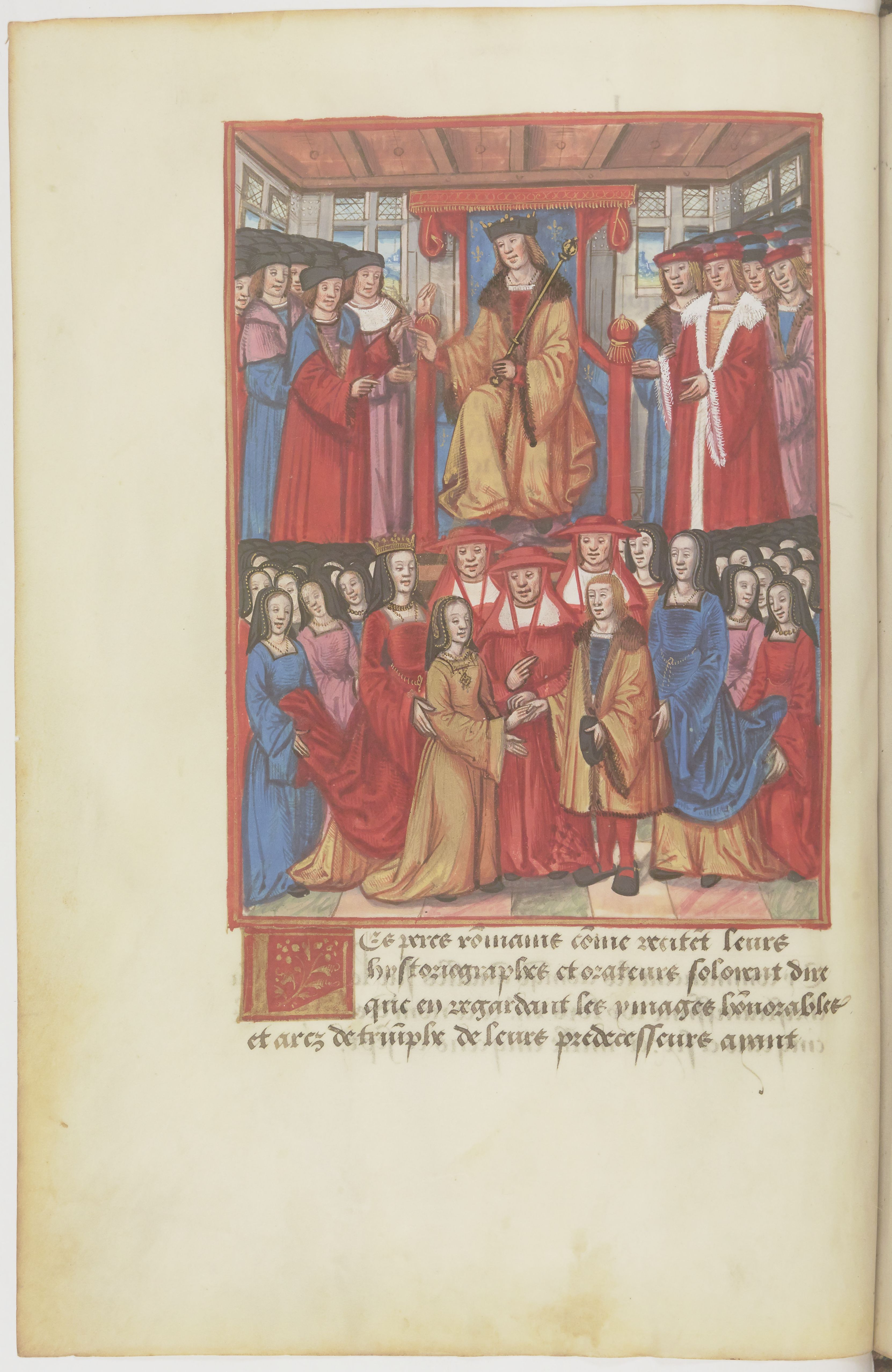
Chroniques de Louis XII - BNF

Jean d'Auton, también escrito Jehan d'Authon (Saintonge, 1466 - Angles, enero de 1527) fue un religioso agustino e historiador francés, abad de Angles y cronista oficial del rey Luis XII.

## Obras
Entre sus obras, todas ellas escritas en francés, se cuentan:
- Chroniques de Louis XII, vol. I, vol. II y vol. III.
- Traité sur le défaut du Garrillant.[2]
- Les epistrees envoyées au roy par les estats de France, avec certains ballades et rondeaux.
- L'exil de Genes la Superbe.
- Diverses pièces sur la mort de Thomassino Espinolle.